# Pierre-François Piorry
Pierre-François Piorry, né le 1er avril 1758 à Poitiers où il meurt le 23 janvier 1847, est un homme politique et un révolutionnaire français. Il est l'un des principaux animateurs du mouvement révolutionnaire dans le Poitou.

## Biographie

### Carrière juridique
Fils d'un huissier, Piorry fait des études de droit dans sa ville natale Poitiers. Le 3 février 1783, il est reçu comme avocat auprès du Parlement de Paris, puis devient avocat auprès de la cour présidiale de Poitiers. En 1788, il est promu docteur en droit.

### Le révolutionnaire poitevin
En 1789 Piorry se rallie avec enthousiasme aux idées révolutionnaires. Il devient capitaine de la Garde nationale de Poitiers ainsi que l'un des 24 notables de la cité. Le 26 mars 1790 il est nommé secrétaire général pour l'accomplissement de la fédération martiale entre les gardes nationales du Poitou et des provinces voisines. En juin de la même année, il entre dans l'administration du département de la Vienne et est élu au directoire du département. Le mois suivant, il est admis à la barre de l'Assemblée nationale constituante afin d'y exprimer l'hommage de ses collègues. 

### Député de la Vienne à la Législative
Secrétaire de l'assemblée électorale de 1791, il est élu le 3 septembre député de la Vienne à la Législative, le septième sur huit, avec 147 voix sur 286 votants. Il siège dans cette assemblée avec la gauche et fait partie du comité des domaines, avant d'être coopté au comité de Législation. 
Devenu très influent dans son département, il exerce une certaine autorité sur la société populaire de Poitiers, et l'oriente dans la mouvance du Club des Jacobins.

### La Convention

#### Piorry montagnard
Le 4 septembre 1792, la Vienne le réélit à la Convention nationale, le premier sur huit, avec 186 voix sur 320 votants. Révolutionnaire fervent, admirateur de Robespierre, Piorry prend évidemment place sur les bancs de la Montagne. Il y est de nouveau membre du Comité de Législation, mais également du Comité de pétitions et de correspondance ainsi que de celui de surveillance des vivres et subsistances militaires lors de sa création le 4 mai 1793. Il sert souvent d'agent de liaison entre ces comités. 
Au procès de Louis XVI, Piorry se prononce pour la peine de mort. 

#### La mission dans la Vienne et dans l'Indre
Le 9 mars 1793, il est envoyé en mission dans son département et dans l'Indre afin d'accélérer la levée des troupes. Au cours de sa mission il rend compte des premiers troubles en Vendée et appelle ses collègues à la plus extrême sévérité envers les royalistes. Il effectue de nombreuses visites domiciliaires, fait arrêter des prêtres, des religieuses et des femmes d'émigrés. Il se plaint de la modération du tribunal criminel de Poitiers qui refuse de punir rigoureusement les prisonniers. Enfin il fait mettre à bas la statue de Louis XIV qui trônait sur la place d'armes de la ville, et fait planter à la place un arbre de la liberté.
En mai, Piorry est contraint de quitter précipitamment la ville en raison de l'avancée des Vendéens, et demande du secours à la Convention. 

#### L'an II et le conflit avec les Thibaudeau
À son retour, il est impliqué dans une étrange affaire qui le compromet gravement. Une lettre de son épouse à un membre de l'état-major de Dumouriez, qui vient de déserter, est interceptée et présentée comme une tentative d'accaparement. Cette lettre est mise au jour par Gabriel Thibaudeau, frère du député Antoine-Clair Thibaudeau, rival de Piorry. Gabriel avait été placé par son père sous la tutelle de Piorry à Paris, et celui-ci s'était bien acquitté de sa tâche. Mais il s'était néanmoins opposé peu auparavant à la nomination de son protégé à la direction des postes à chevaux de Poitiers. Blessé dans son amour propre, Gabriel n'a pas hésité à divulguer cette lettre tombée entre ses mains. Compromis, Piorry offre sa démission du comité de surveillance, mais la Convention la refuse et au contraire le nomme secrétaire le 30 septembre 1793.
La rivalité entre Piorry et Thibaudeau est de ce fait très intense au cours de l'hiver 1793-1794. Ayant placé ses créatures dans les instances dirigeantes de la Vienne et de Poitiers, Piorry, aidé de son collègue Ingrand, a vraisemblablement tenté d'abattre Thibaudeau et sa famille, le dénonçant comme fédéraliste, mais sans succès. 
En floréal an II, il effectue un rapport au nom de son comité de surveillance sur les quatre administrations chargées de l’habillement et de l’équipement.
Le 9 thermidor, resté robespierriste, Piorry assiste à la chute de l'Incorruptible et selon Thibaudeau ne vote pas le décret d'accusation. Les jours suivants, il est cependant contraint de renier Robespierre afin de sauver sa tête.

#### Le député crêtois
En l'an III, Piorry reste fidèle à la Montagne mais de ce fait perd toute l'autorité dont il disposait sur la région poitevine. Le 26 août 1794, la Convention envoie comme représentant dans la Vienne Chauvin-Hersant, un ami de Thibaudeau qui démantèle toute l'administration terroriste mise en place par les partisans de Piorry.
Celui-ci soutient l'insurrection du 1er prairial. Le lendemain 2 prairial (21 mai 1795) il est attaqué par Jacques-Antoine Boudin qui l'accuse d'avoir fait sonner le tocsin aux écuries d'Orléans, près de son domicile. Il parvient néanmoins à se justifier et la Convention passe à l'ordre du jour.
Mais le 22 thermidor an III (9 août 1795), Piorry est dénoncé par les administrateurs de la Vienne et décrété d’arrestation. Il faut peut-être y voir une manœuvre des Thibaudeau qui avaient remplacé les créatures de Piorry au directoire de la Vienne. Il séjourne deux mois en prison, avant d'être libéré par l'amnistie que prononce la Convention au moment de sa séparation. 

### Carrière sous le Directoire
En 1796, il est nommé commissaire du Directoire auprès des tribunaux civil et criminel d'Anvers. Deux ans plus tard, une révolte éclate dans la région et il est obligé de se transporter à Paris. De plus, il est dénoncé au Directoire pour avoir soi-disant porté au cours de cérémonies officielles une décoration célébrant la Constitution de 1793. Arrêté sur ordre du Directoire, Piorry est rapidement libéré, ayant prouvé que son dénonciateur l'avait calomnié.

### Sous Napoléon
Après le coup d'État du 18 Brumaire, Piorry est nommé par Napoléon Bonaparte juge du tribunal de révision de Trèves. En 1803 il est dépêché auprès de la cour d'appel de Trêves, puis en 1805 auprès de la cour d'appel de Liège. 
Le 18 janvier 1814, avec l'arrivée des troupes alliées, il est contraint de démissionner de son poste. Il rentre cependant à Liège après les traités de mai 1814.

### L'exil
Pendant les Cent-Jours, Piorry n'occupe aucune fonction et n'adhère pas à l'Acte additionnel, ce qui lui permet de ne pas être compris dans la loi du 12 janvier 1816 exilant les régicides. Toutefois, il décide de rester malgré tout à Liège. En 1819, il obtient un passeport afin de régler quelques affaires en France, avant de repasser la frontière. Il se lie avec ses anciens collègues bannis, notamment Thuriot, et participe à la caisse de secours créée pour venir en aide aux exilés miséreux. Il entretient également une correspondance avec un autre ancien robespierriste, Buonarroti.

### Retour en France et fin de vie
Piorry ne rentre en France qu'en 1830, après les Trois Glorieuses. Son épouse, ardente républicaine, reste en exil, refusant d'accepter le régime de Louis-Philippe. Elle meurt en Belgique en 1837.
Établi près de Poitiers, l'ancien montagnard participe au journal républicain L'Écho du peuple dirigé par Jules Richard.
Piorry meurt à l'âge de 89 ans en 1847.